# Польша 2050
Польша 2050 (пол. Polska 2050), официальное название — Польша 2050 Шимона Головни (пол. Polska 2050 Szymona Hołowni) — польское общественное движение, с 26 марта 2021 — политическая партия. Основана кандидатом в Президенты Польши на выборах 2020 года Шимоном Холовней.

## История
Информация о том, что Шимон Головня планирует создать собственную партию, появились ещё в феврале 2020 года, когда он руководил предвыборной кампанией на выборах президента Польши 2020 года.
30 июня 2020 года, после первого тура президентских выборов, было основано общественное движение «Польша 2050», а 24 августа 2020 движение было зарегистрировано. По словам Головни, к движению присоединились около 20 000 человек.
29 сентября 2020 года Головня объявил о создании связанной с движением политической партии под руководством Михала Кобоско, заявление о регистрации которой было подано в Окружной суд Варшавы 3 ноября 2020 года.
В ноябре 2020 года партия получила своего первого депутата в Сейме в лице Ханны Гилл-Пёнтек, покинувшей партию Wiosna. К концу года партия набрала от 10 до 20 процентов в общественных опросах, что сделало ее третьей по популярности партией в Польше.
8 января 2021 Польша 2050 обрела ещё нескольких представителей в Сейме и первого представителя в Сенате. Им оказался Яцек Бери.
7 апреля 2021 года «Польша 2050» была официально зарегистрирована как политическая партия «Польша 2050 Шимона Головни».
10 ноября 2021 года партия обрела своего представителя в Европарламенте в лице Розы Тун.
21 декабря 2022 года на съезде партии были приняты её 10 основных программных постулатов.
7 февраля 2023 года Польша 2050 заключила союз с Польской коалицией для участия в Парламентских выборах 2023 года. 27 апреля 2023 года был основан полноценный избирательный блок под названием «Третий путь».

## Идеология и программа
Партия позиционирует себя как правоцентристскую, сочетая в себе элементы христианской демократии, социал-демократии, либерализма и зелёной политики. Иногда также характеризуется как умеренно консервативная.

### Зелёная политика и защита окружающей среды
Партия считает, что к 2050 году Польша обязана достичь климатической нейтральности, в связи с этим члены партии хотят включить Польшу в Европейский зелёный курс. Лидер партии Шимон Головня заявил что «необходимо защищать шахтеров, а не шахты» и что «защита окружающей среды является одним из приоритетов». Также он добавил, что в случае избрания его на пост Президента Польши, «его президентство будет зелёным президентством».
29 марта 2021 года была представлена программа «Польша на зеленом пути», определяющая стратегию достижения климатической нейтральности. Его основные цели — сократить выбросы парниковых газов на 45 % к 2030 году, отказаться от использования угля к 2040 году и достичь климатической нейтральности к 2050 году. Также предлагается, чтобы член правительства, отвечающий за трансформацию энергетики, имел ранг вице-премьера и возглавлял комитет Совета министров по декарбонизации экономики. В законодательный процесс правительства будет введена процедура т. н. «зеленого света», которая будет блокировать законы, увеличивающие выбросы вредных веществ и оказывающие негативное влияние на климат.

### Внутренняя политика
Одним из приоритетов Польши 2050 сделать Польский Сенат «палатой самоуправления», куда помимо избранных сенаторов будут также входить представители самоуправления разных уровней: представители университетов, сельские старосты, президенты городов и т. д.
Партия выступает против централизации Польши.
Лидер партии Шимон Головня заявил, что он и его партия выступают за полную независимость судебной власти и облегчение доступа к судам первой инстанции для простых граждан. Также партия выступает за разделение функций Министра юстиции и Генерального прокурора.

### Семейная политика
Партия считает, что всем детям должен быть гарантирован доступ к высококачественному и бесплатному образованию и медицинскому обслуживанию. Польша 2050 также гарантирует равные права и возможности для отцов, матерей и бездетных людей.
Партия выступает против легализации однополых браков и усыновления детей такими семьями.

### Внешняя политика
Польша 2050 поддерживает членство Польши в Европейском союзе и НАТО и считает, что Польше необходимо укрепить отношения с Германией и Францией в рамках Веймарского треугольника. Холовня полагает, что Польше «следует искать во внешней политике не врагов, а союзников».

### Церковная политика
Польша 2050 выступает за ликвидацию Церковного фонда.
Партия считает, что Верховной палате контроля следует проверять финансирование государством церковных фондов и организаций.
Польша 2050 также считает, что школьники и студенты должны сами решать, должны ли быть уроки по религии в их учебных заведениях и сколько их должно быть.
Также партия выступает за ликвидацию функции капеллана во всех госучреждениях, кроме «Войска польского», пограничной службы и полиции.

### Транспорт и инфраструктура
Программа «Польша на зеленой тропе» предлагает модернизацию и строительство 6000 км железнодорожных путей к 2040 году. Приоритетом является обеспечение регулярного пассажирского сообщения со всеми городами-населенными пунктами свыше 10 тыс. человек.

### Здравоохранение
Партия требует, чтобы не менее 7 % ВВП было выделено на систему здравоохранения. В ходе президентской кампании 2020 года Шимон Головня заявил, что гарантирует улучшения рабочих условий и повышение заработной платы для медиков и медицинского персонала.
В программе партии «Что после пандемии? План для здоровья» «Польша 2050» предлагает, чтобы люди старше 40 лет получили возможность бесплатной общей проверки здоровья. Кроме того, партия намерена создать Местные центры здоровья на уровне повятов и сократить срок обучения для будущих медиков до 5 лет.

### 10 обещаний
Ниже приведён список 10 основных программных пунктов («10 обещаний») Польши 2050 на выборах 2023 года:
- Собственная электростанция в каждом доме
- Единый налог
- Независимые комитеты по выдвижению кандидатов на выборы
- Пунктуальная, чистая и регулярная железная дорога в каждом повяте
- Ликвидация церковного фонда
- «Гражданский» Сенат
- Свободное знание английского языка после начальной школы
- Визит к специалисту в течение максимум трех месяцев
- Удвоение площади национальных парков к 2030 году
- Семья для каждого ребенка

## Структура
Председатель партии
- Шимон Головня

Первый вице-председатель
- Михал Кобоско

Генеральный секретарь
- Агнешка Бучиньска

Вице-председатель
- Ханна Гилл-Пёнтек
- Паулина Хенниг-Клоска
- Йоанна Муха
- Мацей Живно

Казначей
- Яцек Козловский

- Шимон Головня
- Михал Кобоско
- Ханна Гилл-Пёнтек
- Паулина Хенниг-Клоска
- Яцек Козловский

## Логотип партии
Логотип партии представляет собой территорию Польши, составленную из трёх жёлтых треугольников и номера «2050» тёмно-зелёного цвета на белом фоне.
В период с марта по апрель 2021 использовался идентичный логотип, однако в зелёных тонах и на светло зелёном (салатовом) фоне. Этим, по словам Шимона Головни, Польша 2050 хотела подчеркнуть, что защита окружающей среды является одним из приоритетов партии.
- Логотип партии
- Логотип партии с марта по апрель 2021
- Логотип программы партии «Польша на зеленом пути»